# Kanton Chantelle
Der Kanton Chantelle war von 1790 bis 2015 ein französischer Wahlkreis im Arrondissement Moulins, im Département Allier und in der Region Auvergne. Hauptort war Chantelle. 

## Geschichte
Der Kanton wurde am 4. März 1790 im Zuge der Einrichtung der Départements als Teil des damaligen District de Gannat gegründet. Mit der Gründung der Arrondissements am 17. Februar 1800 wurde der Kanton dem neuen Arrondissement Gannat zugeordnet und neu zugeschnitten. Am 10. September 1926 wurde das Arrondissement Gannat aufgelöst und der Kanton dem Arrondissement Moulins zugeordnet. Die landesweiten Änderungen in der Zusammensetzung der Kantone brachten im März 2015 seine Auflösung. Sein letzter Vertreter im conseil général des Départements war André Bidaud (UDI). 

## Gemeinden
| Gemeinde                | Einwohner Jahr | Fläche km² | Bevölkerungsdichte | Code INSEE | Postleitzahl |
| ----------------------- | -------------- | ---------- | ------------------ | ---------- | ------------ |
| Barberier               | 133 (2013)     | 8,08       | 16 Einw./km²       | 03016      | 03140        |
| Chantelle               | 1.064 (2013)   | 10,96      | 97 Einw./km²       | 03053      | 03140        |
| Chareil-Cintrat         | 364 (2013)     | 12,77      | 29 Einw./km²       | 03059      | 03140        |
| Charroux                | 381 (2013)     | 10,43      | 37 Einw./km²       | 03062      | 03140        |
| Chezelle                | 194 (2013)     | 7,33       | 26 Einw./km²       | 03075      | 03140        |
| Deneuille-lès-Chantelle | 89 (2013)      | 8,21       | 11 Einw./km²       | 03096      | 03140        |
| Étroussat               | 666 (2013)     | 13,03      | 51 Einw./km²       | 03112      | 03140        |
| Fleuriel                | 340 (2013)     | 28,05      | 12 Einw./km²       | 03115      | 03140        |
| Fourilles               | 202 (2013)     | 6,98       | 29 Einw./km²       | 03116      | 03140        |
| Monestier               | 296 (2013)     | 29,68      | 10 Einw./km²       | 03175      | 03140        |
| Saint-Germain-de-Salles | 430 (2013)     | 11,59      | 37 Einw./km²       | 03237      | 03140        |
| Target                  | 275 (2013)     | 26,47      | 10 Einw./km²       | 03277      | 03140        |
| Taxat-Senat             | 219 (2013)     | 13,62      | 16 Einw./km²       | 03278      | 03140        |
| Ussel-d’Allier          | 152 (2013)     | 8,02       | 19 Einw./km²       | 03294      | 03140        |
| Voussac                 | 463 (2013)     | 34,46      | 13 Einw./km²       | 03319      | 03140        |